# Hugo Maier
Pour les articles homonymes, voir Maier.
Hugo Maier (né le 2 juin 1953 et mort le 1er mars 2011) est un chercheur allemand en travail social et professeur de travail social à l'Université catholique de Rhénanie-du-Nord-Westphalie (de) ; département de Cologne.

## Biographie
Maier étudie le travail social à l'Université des sciences appliquées pour le travail social de Bamberg et à l'Université de Siegen. Il effectue son internat à l'hôpital psychiatrique d'État de Zwiefalten. En outre, il étudie la pédagogie à l'université par correspondance d'Hagen (de), plus tard à l'Université de Bamberg. En tant que diplômé pédagogue, il prend la direction du bureau régional de Caritas Allemagne à Saulgau et obtient également un doctorat de l'Université de Tübingen en sciences sociales. Son sujet de thèse est : Gemeindeclubs für psychisch Kranke. Eine Untersuchung von außerstationären Gruppen für psychisch Kranke in Oberschwaben.
Après son doctorat, il est nommé professeur de travail social à ce qui était alors l'Université catholique des sciences appliquées pour le travail social à Cologne. Il y fait des recherches et enseigne jusqu'à sa mort inattendue.
Avec la publication de l'ouvrage de référence Who is who der Sozialen Arbeit, il comble un vide historique au sein du travail social et de ses disciplines scientifiques voisines. Les hommes et les femmes qui ont au moins une des caractéristiques suivantes sont inclus dans la publication :
- a) Théoriciens du travail social
- b) Réformateurs du travail social
- c) Fondateurs d'équipements sociaux, d'institutions et d'associations
- d) Personnes responsables occupant des postes supérieurs

En outre, il publie une biographie du spécialiste du bien-être Hans Scherpner (de) et publie des essais et des écrits plus importants sur un large éventail de sujets et de questions ainsi que sur la théorie et l'histoire du travail social.

## Œuvres (sélection)
- Gemeindeclubs für psychisch Kranke. Eine Untersuchung von außerstationären Gruppen für psychisch Kranke in Oberschwaben. Weissenhof-Verlag Kunow, Weinsberg 1987,  (ISBN 3-923067-46-1) (376 S.).
- (als Hrsg.): Who is who der Sozialen Arbeit. Lambertus, Freiburg im Breisgau 1998,  (ISBN 3-7841-1036-3).
- (mit Ilona Winkelhausen als Hrsg.): Agnes Neuhaus. Schriften und Reden (= Studien zur Theologie und Praxis der Caritas und sozialen Pastoral. Band 18). Echter, Würzburg 2000,  (ISBN 3-429-02188-X) (Quellenedition zu Agnes Neuhaus).
- Die Wirklichkeiten der Gemeinschaft. Leben und Werk von Hans Scherpner. Verlag Traugott Bautz, Nordhausen 2009,  (ISBN 978-3-88309-484-7), urn:nbn:de:101:1-2014092718610 (525 S.).
- (mit Anne Klüser als Hrsg.): Selbstständige in der Sozialen Arbeit. Grundlagen und Projekte. Nomos, Baden-Baden 2009,  (ISBN 978-3-8329-4111-6), urn:nbn:de:101:1-2018060609290439242065.